# Usia similis
Usia similis är en tvåvingeart som beskrevs av Paramonov 1950. Usia similis ingår i släktet Usia och familjen svävflugor. Inga underarter finns listade i Catalogue of Life.